# No For An Answer
No For an Answer va ser un grup californià de punk hardcore actiu entre 1987 i 1989. El grup va fer un parell de concerts de reunió amb motiu del 25è aniversari de Revelation Records.

## Discografia
- You Laugh (EP, 1988, Revelation Records)
- A Thought Crusade (1989, Hawker/Roadrunner Records)
- A Thought Crusade / Face The Nation (compartit amb Carry Nation, 1996, Cargo Music/Tacklebox Records)
- It Makes Me Sick (2011, TKO Records)